# Distant Satellites
Distant Satellites — десятий студійний альбом англійської групи Anathema, який вийшов 4 червня 2014 року.

## Композиції
1. The Lost Song, Part 1 - 5:53
2. The Lost Song, Part 2 - 5:47
3. Dusk (Dark Is Descending) - 5:59
4. Ariel - 6:28
5. The Lost Song, Part 3 - 5:21
6. Anathema - 6:40
7. You're Not Alone - 3:26
8. Firelight - 2:42
9. Distant Satellites - 8:17
10. Take Shelter - 6:07

## Склад
- Вінсент Кеванах — вокал, гітара, бас-гітара
- Джон Дуглас — ударні
- Деніел Кеванах — гітара
- Лі Дуглас — вокал